# Abraxas austerior
Abraxas austerior là một loài bướm đêm trong họ Geometridae.